# (1134) Kepler
(1134) Kepler es el asteroide número 1134, en el cinturón principal. Fue descubierto por el astrónomo Max Wolf desde el observatorio de Heidelberg, el 25 de septiembre de 1929. Su designación alternativa es 1929 SA. Está nombrado en honor del astrónomo alemán Johannes Kepler (1571-1630).